# Campeonato Europeo de los Países Pequeños 2014
El XIV Campeonato Europeo masculino de baloncesto de los países pequeños de 2014 se llevó a cabo en Gibraltar del 7 al 12 de julio. En esta edición participaron seis selecciones nacionales.

## Equipos participantes
- Andorra
- Escocia
- Gibraltar
- San Marino
- Malta
- Gales

## Fase Preliminar

### Grupo A
| Selección  | J | G | P | PF  | PC  | Pts |
| ---------- | - | - | - | --- | --- | --- |
| Andorra    | 2 | 2 | 0 | 166 | 95  | 4   |
| San Marino | 2 | 1 | 1 | 127 | 122 | 3   |
| Gibraltar  | 4 | 0 | 2 | 87  | 163 | 2   |

| 7 de julio de 2014, 19:00            | Andorra                              | 83-48                                | Gibraltar |  |
|                                      |                                      |                                      | |  |
| Parciales: 22-16, 23-12, 11-11, 27-9 | Parciales: 22-16, 23-12, 11-11, 27-9 | Parciales: 22-16, 23-12, 11-11, 27-9 | Gibraltar, Gibraltar Árbitro(s): Luigi Lamonica (ITA), Bernard Vassallo (MLT), Andrew Smith (SCO) Asistencia: 600 espectadores |  |
| Guillem Colom(17)                    | Pts                                  | Sam Buxton(16)                       | Gibraltar, Gibraltar Árbitro(s): Luigi Lamonica (ITA), Bernard Vassallo (MLT), Andrew Smith (SCO) Asistencia: 600 espectadores |  |
| Gabriel Cinto(9)                     | Rebs                                 | Sam Buxton(15)                       | Gibraltar, Gibraltar Árbitro(s): Luigi Lamonica (ITA), Bernard Vassallo (MLT), Andrew Smith (SCO) Asistencia: 600 espectadores |  |

| 8 de julio de 2014, 19:00           | Gibraltar                           | 39-80                               | San Marino |  |
| [ Reporte]                          |                                     |                                     | |  |
| Parciales: 14-21, 3-19, 6-24, 16-16 | Parciales: 14-21, 3-19, 6-24, 16-16 | Parciales: 14-21, 3-19, 6-24, 16-16 | Gibraltar, Gibraltar Árbitro(s): Vicente Bulto (ESP), Gavin Williams (WAL), Andrew Smith (SCO) Asistencia: 300 espectadores |  |
| Sam Buxton(12)                      | Pts                                 | Andrea Raschi(16)                   | Gibraltar, Gibraltar Árbitro(s): Vicente Bulto (ESP), Gavin Williams (WAL), Andrew Smith (SCO) Asistencia: 300 espectadores |  |
| Sam Buxton(13)                      | Rebs                                | Andrea Raschi(12)                   | Gibraltar, Gibraltar Árbitro(s): Vicente Bulto (ESP), Gavin Williams (WAL), Andrew Smith (SCO) Asistencia: 300 espectadores |  |
| Sam Buxton(2)                       | Asists                              | Teodoro Casadei(4)                  | Gibraltar, Gibraltar Árbitro(s): Vicente Bulto (ESP), Gavin Williams (WAL), Andrew Smith (SCO) Asistencia: 300 espectadores |  |

| 9 de julio de 2014, 19:00            | San Marino                           | 47-83                                | Andorra |  |
|                                      |                                      |                                      | |  |
| Parciales: 15-14, 14-20, 8-33, 10-16 | Parciales: 15-14, 14-20, 8-33, 10-16 | Parciales: 15-14, 14-20, 8-33, 10-16 | Gibraltar, Gibraltar Árbitro(s): Miguel Anguel Perez Niz (ESP), Bernard Vassallo (MLT), Andrew Smith (SCO) Asistencia: 150 espectadores |  |
| Lorenzo Liberti(10)                  | Pts                                  | Rafael Casals(20)                    | Gibraltar, Gibraltar Árbitro(s): Miguel Anguel Perez Niz (ESP), Bernard Vassallo (MLT), Andrew Smith (SCO) Asistencia: 150 espectadores |  |
| Enrico Zanotti(8)                    | Rebs                                 | Guillem Colom(7)                     | Gibraltar, Gibraltar Árbitro(s): Miguel Anguel Perez Niz (ESP), Bernard Vassallo (MLT), Andrew Smith (SCO) Asistencia: 150 espectadores |  |
| Teodoro Casadei(2)                   | Asists                               | Oriol Fernández(4)                   | Gibraltar, Gibraltar Árbitro(s): Miguel Anguel Perez Niz (ESP), Bernard Vassallo (MLT), Andrew Smith (SCO) Asistencia: 150 espectadores |  |

### Grupo B
| Selección | J | G | P | PF  | PC  | Pts |
| --------- | - | - | - | --- | --- | --- |
| Malta     | 2 | 2 | 0 | 180 | 157 | 4   |
| Escocia   | 2 | 1 | 1 | 172 | 149 | 3   |
| Gales     | 4 | 0 | 2 | 137 | 183 | 2   |

| 7 de julio de 2014, 16:15                        | Malta                                            | 87-82                                            | Escocia |  |
|                                                  |                                                  |                                                  | |  |
| Parciales: 23-13, 14-26, 21-14, 14-19; TE: 15-10 | Parciales: 23-13, 14-26, 21-14, 14-19; TE: 15-10 | Parciales: 23-13, 14-26, 21-14, 14-19; TE: 15-10 | Gibraltar, Gibraltar Árbitro(s): Miguel Anguel Perez Niz (ESP), Francis Santos (GIB), Igor Esteve Malmierca (AND) Asistencia: 150 espectadores |  |
| Samuel Deguara(25)                               | Pts                                              | Nicholas Collins(23)                             | Gibraltar, Gibraltar Árbitro(s): Miguel Anguel Perez Niz (ESP), Francis Santos (GIB), Igor Esteve Malmierca (AND) Asistencia: 150 espectadores |  |
| Samuel Deguara(11)                               | Rebs                                             | Nicholas Collins(10)                             | Gibraltar, Gibraltar Árbitro(s): Miguel Anguel Perez Niz (ESP), Francis Santos (GIB), Igor Esteve Malmierca (AND) Asistencia: 150 espectadores |  |
| Steve Schembri(6)                                | Asists                                           | Jonathan Bunyan(5)                               | Gibraltar, Gibraltar Árbitro(s): Miguel Anguel Perez Niz (ESP), Francis Santos (GIB), Igor Esteve Malmierca (AND) Asistencia: 150 espectadores |  |

| 8 de julio de 2014, 16:30 | Escocia              | 90-62 | Gales |  |
|                           | Gibraltar, Gibraltar |       |       |  |

| 9 de julio de 2014, 16:30 | Gales                | 75-93 | Malta |  |
|                           | Gibraltar, Gibraltar |       |       |  |

## Fase Final

### Cuartos de final
- Esta fase la juegan los segundos y terceros de la fase preliminar.

| 10 de julio de 2014, 16:30 | San Marino           | 62-55 | Gales |  |
|                            | Gibraltar, Gibraltar |       |       |  |

| 10 de julio de 2014, 19:00 | Escocia              | 55-32 | Gibraltar |  |
|                            | Gibraltar, Gibraltar |       |           |  |

### Semifinal
- Esta fase la juegan los segundos y terceros de la fase preliminar.

| 11 de julio de 2014, 16:30            | Malta                                 | 89-68                                 | San Marino           |  |
|                                       |                                       |                                       |                      |  |
| Parciales: 25-21, 24-16, 19-13, 21-18 | Parciales: 25-21, 24-16, 19-13, 21-18 | Parciales: 25-21, 24-16, 19-13, 21-18 | Gibraltar, Gibraltar |  |

| 11 de julio de 2014, 19:00            | Andorra                               | 84-63                                 | Escocia              |  |
|                                       |                                       |                                       |                      |  |
| Parciales: 28-19, 19-13, 22-13, 15-18 | Parciales: 28-19, 19-13, 22-13, 15-18 | Parciales: 28-19, 19-13, 22-13, 15-18 | Gibraltar, Gibraltar |  |

### Tercer puesto/Final
Tercer Puesto
| 12 de julio de 2014, 16:15           | Escocia                              | 67-55                                | San Marino           |  |
|                                      |                                      |                                      |                      |  |
| Parciales: 19-13, 15-11, 20-8, 13-23 | Parciales: 19-13, 15-11, 20-8, 13-23 | Parciales: 19-13, 15-11, 20-8, 13-23 | Gibraltar, Gibraltar |  |

Final
| 12 de julio de 2014, 18:45           | Andorra                              | 66-63                                | Malta |  |
|                                      |                                      |                                      | |  |
| Parciales: 20-19, 21-15, 7-17, 18-12 | Parciales: 20-19, 21-15, 7-17, 18-12 | Parciales: 20-19, 21-15, 7-17, 18-12 | Gibraltar, Gibraltar Árbitro(s): Luigi Lamonica (ITA), Francis Santos (GIB), Andrew Smith (SCO) Asistencia: 300 espectadores |  |
| Xavier Galera(24)                    | Pts                                  | Darryl Jackson(19)                   | Gibraltar, Gibraltar Árbitro(s): Luigi Lamonica (ITA), Francis Santos (GIB), Andrew Smith (SCO) Asistencia: 300 espectadores |  |

| Edición 2014/15                                |
| ---------------------------------------------- |
|                                                |
| Selección de baloncesto de Andorra 5.nd Título |